# Drogueria Boter
La Drogueria Boter, més coneguda popularment com a Can Boter –especialment per la forma Bóter, deformació fonètica molt present entre els badalonins–, és un establiment comercial de Badalona. Està ubicada al bell mig de la via comercial del carrer de Mar, número 71. Va ser fundada el 1924 per Joan Boter i Torrents, amb una oferta variada que es va anar consolidant per davant de la competència del mateix sector, actualment continua regentada per la mateixa família i ofereix molts productes especialitzats. Obra de l'arquitecte Joan Amigó i Barriga, l'establiment està protegit com a bé cultural d'interès local. És característic que ha mantingut al llarg dels anys el mateix aspecte físic i el mateix mobiliari i distribució, que l'ha convertida en una de les botigues més emblemàtiques del carrer i de tota la ciutat.

## Descripció
Està realitzada amb fusta de pi de Flandes. La seva disposició és de caràcter asimètric. És interessant l'enguixat que cobreix el sostre i el disseny de les llums, així com tot el mobiliari de l'interior, que s'ha mantingut al llarg dels anys. El ràfec del carrer és arquejat i realitzar en vidre armat, de caràcter discret però correcte.

## Història
Els orígens de la botiga daten de 1924, quan Joan Boter i Torrents va fundar l'adrogueria al carrer de Mar, quan aleshores la via es deia Prat de la Riba, en el número 71. De fet, no era el primer establiment del sector en aquest carrer, per exemple hi havia altres adroguers com Lluís Pompido o els germans Sayol. No obstant això, va ser l'únic que va consolidar i ampliar la seva clientela, a més de diversificar-se al llarg dels anys. A pesar de l'ampliació, va mantenir la mateixa imatge física de qualitat remarcable i avui protegida, que conserva tots els mobles i la distribució antiga. Cal dir que, com molts altres comerços de l'època, en els seus inicis no estava especialitzada, i oferia tota mena de comestibles, a banda dels productes estrictament d'adrogueria. El magatzem el tenien al carrer de les Ànimes, avui Fra Basili de Sant Josep, des d'on traslladaven les mercaderies a la botiga amb l'ajuda d'un carretó. L'any 1955, Joan Boter i Torrents va obrir un nou establiment a Mataró, reproduint el model de Badalona. Al capdavant s'hi va posar al seu fill, Joan Boter i Dulcet, mentre que la botiga badalonina va ser regentada pel seu altre fill, Josep. Actualment, les dues adrogueries continuen obertes al públic sota la direcció dels respectius hereus, que han consolidat les dues respectives botigues amb una àmplia gama de productes especialitzats.
El 16 de juny de 2006 la drogueria va patir un incendi a la seva part més moderna que té façana al carrer del Canonge Baranera, que treballa amb productes químics com pintures i dissolvents, quelcom que va dificultar la seva extinció. La façana va resistir i, a més, la part antiga no es va veure afectada per l'incendi.